# C (letter)

Een aantal voorbeelden van de letter C

De letter C is de derde letter in het moderne Latijnse alfabet. Oorspronkelijk gebruikten de Romeinen de letter C voor zowel /k/ als /g/. Later voegden ze een horizontaal streepje toe en ontstond de letter G. Het is mogelijk maar niet zeker dat C in vroegere tijden alleen /g/ voorstelde, terwijl K gebruikt werd voor /k/.
Staat de letter C voor een e, i, y of ae, dan wordt hij in veel westerse talen als /s/ (of /ts/, /tsj/ of als de Engelse /th/) uitgesproken. Voor elke andere letter wordt de c als /k/ uitgesproken. Hierop kunnen uitzonderingen bestaan (zoals het Engelse Celt dat als /kelt/ wordt uitgesproken).
Er zijn veel talen waarin de uitspraak van de C niet afhankelijk is van de erop volgende letter.
In het internationale spellingsalfabet wordt de C weergegeven met het woord Charlie.
In het Nederlands telefoonalfabet wordt de C weergegeven met behulp van het woord Cornelis.
Het uiterlijk van de gimel uit het Hebreeuws alfabet geldt als de oervorm van de letter.
| Vroeg-Latijnse C |
| ---------------- |
| Early Latin      |